# سبک سینمایی عباس کیارستمی
عبّاس کیارستمی به دلیل استفاده خاص از تکنیک‌ها و تمهایی که در فیلم‌هایش بی‌درنگ قابل تشخیصند، از استفاده از بازیگران نقش اول کودک تا داستان‌هایی که در روستاهای دور افتاده اتفاق می‌افتند، تا مکالماتی که با استفاده از دوربین‌های ثابت درون خودرو رخ می‌دهند، شناخته شده‌است. او همچنین به دلیل استفاده از شعر معاصر ایرانی در دیالوگها، عناوین فیلم‌ها، و عناصر سینمایی تصاویرش شناخته شده‌است و اغلب در فیلم‌های روایی از سبک مستند استفاده می‌کند.

## سبک سینمایی

عباس کیارستمی در سال ۱۳۵۶ خورشیدی

هرچند که عباس کیارستمی با اشخاصی همچون ساتیاجیت رای، ویتوریو دسیکا، اریک رومر و ژاک تاتی مقایسه شده، فیلم‌های او نشان‌دهندهٔ یک سبک یکتا، اغلب با تکنیک‌هایی که خود کیارستمی مبدع آن‌ها بوده، هستند که به اصطلاح به آن «سبک کیارستمیایی» می‌گویند.
در حین فیلم‌برداری نان و کوچه، نخستین فیلم او، کیارستمی بر چگونگی فیلمبرداری از پسر و سگ مهاجم با فیلمبردار باتجربهٔ خود اختلاف پیدا کرده بود. فیلم‌بردار، در نظر داشت برداشت‌هایی مجزا از نزدیک شدن پسر بگیرد. فیلمبردار قصد داشت در حالی که پسر داشت از در خانه وارد می‌شد و در را می‌بست، نماهای نزدیکی از دست او بگیرد، و به دنبال آن از سگ فیلمبرداری کند. کیارستمی بر این عقیده بود که اگر این سه صحنه را به صورت یکجا فیلمبرداری شوند، تأثیر آن عمیقتر خواد بود و باعث به وجود آمدن حالت دلواپسی خواهد شد. همان یک صحنه، چهل روز طول کشید تا فیلمبرداری شود. کیارستمی بعدها گفت که تکه کردن صحنه‌ها ممکن است ریتم و محتوای ساختار فیلم را برهم بزند، و اظهار داشت که او دوست دارد صحنه را به صورت یکجا و واحد فیلمبرداری کند.
برخلاف دیگر کارگردانان، او علاقه‌ای به پرورش دادن توان مدیریتی خود با به نمایش کشیدن صحنه‌های رزمی پرهزینه و افراطی یا با صحنه‌های تعقیب و گریزی پیچیده در محصولات کلان ندارد. در عوض، او سعی کرده از رسانه فیلم به روش منحصر به فرد خودش استفاده کند. او در مورد دیدگاه فیلمبردار خود در زمینه فیلم‌سازی چنین گفته‌است:
من از آن آداب و رسوم فیلم‌سازی که او به آن‌ها خو گرفته پیروی نمی‌کنم.
کیارستمی سبک مخصوص خود را وقتی تثبیت کرد که سه‌گانه زلزله خود را ساخت. با این وجود، او شیوه‌های جدید فیلم‌سازی را با استفاده از روش‌های مختلف کارگردانی، آزمایش می‌کرد. بیشتر فیلم ۱۰، به عنوان مثال، در یک خودروی در حال حرکت فیلمبرداری شده، که خود کیارستمی در آن اتومبیل حضور نداشته. او توصیه‌های مورد نیاز را به بازیگران می‌کرد و یک دوربین در داشبورد قرار داد و سپس در حالی که آن‌ها در شهر تهران رانندگی می‌کردند، از آن‌ها فیلم تهیه کرد. دوربین می‌توانست حرکت کند، و با استفاده از یک سری نماهای نزدیک مفرط، از صورت افرادی که در حال انجام کارهای عادی روزمره خود بودند فیلمبرداری کند.
سینمای کیارستمی تعریف دیگری از فیلم ارائه می‌دهد. بر طبق گفتهٔ اساتید فیلم و سینما، همچون جمشید اکرمی، برخلاف بسیاری دیگر از فیلم‌سازان معاصر، کیارستمی به‌طور پیوسته سعی کرده با مجبور کردن مخاطبان به تعاملی رو به افزایش، تعریف جدیدی از مفهوم فیلم ارائه دهد. در سال‌های اخیر او همچنین به‌طور پیش‌رونده‌ای حجم فیلم‌هایش را کمتر کرده‌است، که اکرمی بر این عقیده است که این کار فیلم‌سازی او را از تلاشی همگانی به یک نمایه هنری ساده و خالص تقلیل می‌دهد. کیارستمی خود در مورد رابطه با سبک منحصر به فرد مینیمالیستی خود می‌گوید:
فیلم‌های من در حال پیشروی به سوی یک نوع خاص مینیمالیسم هستند، حتی با اینکه هرگز قصدم این نبود که چنین باشد. عناصری که امکان نادیده‌گرفتن آن‌ها وجود داشت، کنار گذاشته شده‌اند. یک نفر که در مورد نقاشی‌های رامبرانت و روش استفاده او از نور صحبت می‌کرد، این را به من خاطر نشان کرد که: برخی عناصر برجسته شده‌اند، در حالی که برخی دیگر کمرنگ شدند یا حتی مورد غفلت قرار گرفتند؛ و این همان کاری است که ما انجام می‌دهیم، ما عناصری که می‌خواهیم روی آن‌ها تأکید کنیم را روی کار می‌آوریم.
یکی از ویژگی‌های خاص سینمای کیارستمی این است که در برخی از آثار او، اشاره‌هایی به دیگر آثار خودش وجود دارد. استیون برَنزفورد استدلال می‌کند که فیلم‌های کیارستمی حاوی اشاره‌هایی به آثار دیگر کارگردانان نیستند، اما حاوی اشاره‌های فراوانی به آثار خودش هستند. برنزفورد بر این عقیده است که فیلم‌های کیارستمی اغلب یک احتجاج ادامه‌دار را شکل می‌دهند: یک فیلم کیارستمی، تاحدودی یک فیلم پیشین خود او را بازتاب می‌دهد و نقطه‌های کور آن را آشکار می‌کند.

### تحلیل سبک
در سال‌های گذشته چندین کتاب یا مونوگرافی به زبان‌های فرانسوی، آلمانی، انگلیسی و ژاپنی دربارهٔ سینمای کیارستمی منتشر شده‌است.
در کتاب کیارستمی، سینمای شعر و تجدد که در اتریش منتشر شد به تحلیل یک شکل از سینما کیارستمی می‌پردازد. پیشینه تصویری کیارستمی در تکوین زیبایی‌شناسی نقش عمده داشته و آن را از دقت بصری انباشته‌است. کادربندی، پرسپکتیو، تأثیرات سایه روشن، پلان‌بندی سطح عکس یا تابلو و دقت در اجزای نما برای او اهمیتی وافر داشته‌است. او بعدها با نگاه ساده و بی‌پیرایه به جریان زندگی، به فرم‌های متنوع و سبکی پیچیده‌تر می‌رسد. در ترکیبی سنجیده از نماهای دور و پلان‌های تودرتوی طولانی، سبکی فرامی‌روید که لحن شاعرانهٔ آن محسوس است، اما تحلیل آن چندان آسان نیست.